# 현대전
현대전(現代戰)은 보통 제2차 세계 대전이나 베트남전 이후의 전쟁을 말한다. 현대전은 이전 군사 개념, 방법 및 기술과 현저히 다른 전쟁으로, 전투원이 전투 가치를 유지하기 위해 어떻게 현대화해야 하는지를 강조한다. 이처럼 그것은 시대와 장소에 따라 다르게 보여지는 진화하는 주제이다. 가장 좁은 의미에서는 현대전의 동의어일 뿐이다.
가장 넓은 의미에서는 근대 초기 전쟁의 시작을 알린 '화약 혁명' 이후의 모든 전쟁을 포함하지만, 크림 전쟁으로 대표되는 포병의 강조, 철도에 대한 군사 의존 등 다른 획기적인 군사 발전이 대신 사용되었다. 미국 남북전쟁을 시작으로 1905년 최초의 드레드노트의 발사, 제1차 세계대전의 기관총, 항공기, 탱크, 무선통신의 사용 등이 있다. 전쟁, 기계화 전쟁, 핵전쟁, 대반란 또는 (최근에는) 4세대 전쟁이라고도 알려진 비대칭 전쟁의 증가 등이 있다.

## 유형
- 항공전
- 비대칭전
- 생물전
- 화학전
- 전자전
- 4세대 전쟁
- 육전
- 유격전
- 정보화 전쟁
- 인텔리전스
  - 선전 (사회학)
  - 심리전
  - 정보전
- 해전
- 네트워크 중심전
- 신세대 전쟁
- 핵전쟁
- 우주 전쟁

## 제2차 세계 대전 이후의 양상
제2차 세계 대전 이후 많은 국지전이 발생하였다. 두 차례의 세계 대전과 그 이후의 숱한 국지분쟁에서 인류는 승자도 패자도 없는 전쟁의 본질을 경험했다. 물론 전승국과 패전국의 분류는 가능하지만, 당사자 모두 엄청난 희생과 파괴를 당하기 마련이므로 그 구분은 피해정도의 차이를 나타낼 뿐이다. 따라서 과거부터 미래까지 인류는 전쟁을 바라지 않으나 현실세계에서는 이해할 수 없는 명분으로 전쟁을 벌이는 경우가 비일비재하다.
20세기의 전쟁은 과거의 전쟁과 다르다. 과거의 전쟁 대부분은 종교적·인종적 차이나 경제적 목적에 기인한 침략전쟁이며 민족적 단위에 의한 것이었다. 그러나 20세기의 전쟁은 이데올로기 차이에서 비롯되고, 민족적 의사와 관계없는 체제수호적 전쟁으로 변질되었다.
전쟁무기 또한 높은 수준으로 발전하였다. 과거의 전쟁수단은 사정도 짧고 파괴력도 작아 통상의 전투는 가시거리 안팎 정도에서 진행되는 인간의 싸움이었다. 그러나 20세기에 들어와 전쟁수단은 비인간화되었다. 사정도 길어지고 명중도도 높아졌으며, 파괴력 또한 가공스럽게 변모하였다. 더욱이 대량의 파괴와 살상을 기도함으로써 전장과 후방지역의 구분이 없어졌으며, 상대방을 보거나 인식할 필요도, 굳이 전투원과 비전투원을 구별할 필요도, 정확히 표현하면 인간이 그것을 가름할 능력을 지닐 필요가 없을 만큼 전쟁수단은 광범위하고 완전한 파괴·살상기능을 갖추었다. 한마디로 20세기 전쟁의 특질은 철저한 비인간화·비인격화라고 할 수 있다.
제2차 세계 대전 중인 1945년 8월 6일 일본 히로시마에 투하된 원자폭탄은, 기존의 인간의 지식·가치관·행위기준 등 본질적인 개념을 흔들어 놓았다. 파괴와 살상을 목적으로 하는 전쟁수단이지만, 참상과 후유증 앞에서 인류는 비로소 자신들이 '핵시대'에 서 있으며, 이 가공할 새로운 전쟁수단의 사용은 결국 인류 전체의 파멸과 직결된다는 사실을 깨닫게 되었다. 그럼에도 불구하고 인류는 최첨단 과학기술을 전쟁수단에 최우선 접목시켰으며, 그 결과 더욱 강력한 무기가 등장하였다.

## 냉전 체제의 형성
이와 같은 전쟁수단의 변화는 전후에 나타난 이데올로기적 대립과 맥을 같이한다. 전후 세계는 미국과 소련을 양축으로 하여 자본주의 세계와 공산주의 세계로 2분되었고, 양국의 갈등은 냉전이라는 국제정치 질서를 형성하였다.
미국의 핵독점은 소련에 의해 무너졌고, 양진영의 무장대립 상황에서 군비확장이 가속되었으며, 이들 2국의 핵독점 역시 영국과 프랑스와 중국에 의해 무너졌다. 인류의 평화갈망이 한낱 호소에 그치는 가운데 1980년대에는 인도가 이들 5국에 가세했고, 현실적으로 볼 때 비핵보유국가 중에도 국가의사만 있으면 언제든지 핵무장을 갖출 수 있는 수준에 도달한 국가도 상당수이다.
냉전체제하에서 비동맹중립국가군이 대두하였으나 이들은 물론 약소·비핵보유 국가들은 최소한 어느 일방에 기대야만 했으며, 핵보유 6국 중에서도 미국과 소련 2국의 핵전략은 다른 국가들과 차이가 컸다. 미국과 소련의 핵전력 수준은, 2국 중 1국의 것만으로도 인류 전체와 지구를 전멸·파괴시킬 수 있는 정도이다. 인류는 핵전쟁의 공포에 시달렸으며, 이 또한 과거 냉전체제하 체제수호적 차원에서 상당히 왜곡되었다.
전면 핵전쟁이 발발한다면 인류나 지구는 종말을 맞게 되므로, 양국이 핵 군비 경쟁을 가속하고 세계 각처에서 직접적인 충돌을 빚었음에도 직접적인 무력충돌은 회피하였으며, 오히려 군축협상 과정에서 우발적인 핵전쟁방지에 노력하였다. 즉, 양국은 핵전력을 통한 담합을 기도, 상호균형과 타협 아래 자신들의 지배체제를 항구히 유지하는 데 목표를 두었으며, 영향력을 행사하여 다른 나라로 하여금 자신들의 이해관계를 실현하는 전략을 취하였다.
1940년대부터 1990년대까지 숱한 전쟁이 있었고, 그 과정에서 양국의 이해관계에 따른 첨예한 대립도 있었으나 모든 전쟁에서 전술핵조차 사용된 적이 없었다. 물론 에스컬레이션 전략(점차 확대한다는 전략)도 있었으나, 최악의 경우에도 양국이 한정핵전술조차 상정한 경우가 없었다.
20세기 전쟁의 본질은, 미국과 소련을 양축으로 하여 자본주의와 공산주의라는 2진영이 성립하고, 양국의 초위력적 핵전력의 균형과 보호 아래 양진영이 대립하여, 각 진영에 속한 군소 국가·세력간의 재래식 통상전략에 국한된 전쟁양상을 나타내는, 대리전 형식으로 나타났다. 전쟁은 지역적으로 국한되고 전쟁 당사자 모두는 희생양이 되었다.
고르바초프 등장 이후 소련의 개혁·개방 정책과 그에 따른 동구권 대변혁 사태, 독일재통합 등으로 평화 분위기가 조성되었다.

## 전쟁 목록
- 진행 중인 군사 분쟁 목록

### 주요 현대전
- 1803년 - 나폴레옹 전쟁
- 1839년 - 아편 전쟁
- 1846년 - 멕시코-미국 전쟁
- 1853년 - 크림 전쟁
- 1861년 - 남북 전쟁
- 1864년 - 삼국 동맹 전쟁
- 1870년 - 프로이센-프랑스 전쟁
- 1877년 - 러시아-튀르크 전쟁 (1877년-1878년)
- 1879년 - 줄루 전쟁
- 1879년 - 태평양 전쟁 (남아메리카)
- 1881년 - 마흐디 전쟁
- 1899년 - 제2차 보어 전쟁
- 1904년 - 러일 전쟁
- 1911년 - 이탈리아-튀르크 전쟁
- 1912년 - 발칸 전쟁
- 1914년 - 제1차 세계 대전
- 1917년 - 러시아 내전
- 1919년 - 튀르키예 독립 전쟁
- 1932년 - 콜롬비아-페루 전쟁
- 1936년 - 스페인 내전
- 1937년 - 중일 전쟁
- 1939년 - 제2차 세계 대전
- 1945년 - 국공 내전
- 1946년 - 제1차 인도차이나 전쟁
- 1950년 - 6.25 전쟁
- 1955년 - 베트남 전쟁
- 1967년 - 제3차 중동 전쟁
- 1971년 - 1971년 인도-파키스탄 전쟁
- 1973년 - 욤키푸르 전쟁
- 1975년 - 앙골라 내전
- 1977년 - 오가덴 전쟁
- 1979년 - 중국-베트남 전쟁
- 1979년 - 소련–아프가니스탄 전쟁
- 1980년 - 이란-이라크 전쟁
- 1982년 - 포클랜드 전쟁
- 1983년 - 스리랑카 내전
- 1988년 - 제1차 나고르노카라바흐 전쟁
- 1990년 - 걸프 전쟁
- 1991년 - 소말리아 내전
- 1992년 - 보스니아 전쟁
- 1998년 - 제2차 콩고 전쟁
- 2001년 - 테러와의 전쟁
- 2001년 - 아프가니스탄 전쟁 (2001년~2021년)
- 2003년 - 2003년 이라크 침공 (이라크 전쟁으로 연결)
- 2011년 - 제1차 리비아 내전
- 2011년 - 시리아 내전
- 2012년 - 말리 전쟁
- 2014년 - 이라크 내전 (2014년~2017년)
- 2014년 - 러시아-우크라이나 전쟁
- 2014년 - 예멘 내전 (2015년~현재)
- 2020년 - 2020년 나고르노카라바흐 전쟁
- 2020년 - 티그라이 전쟁
- 2022년 - 러시아의 우크라이나 침공
- 2023년 - 2023년 이스라엘-하마스 전쟁